# بورغو داليه
بورغو داليه هي بلدية في مقاطعة فرشيلي التابعة لإقليم بييمونتي الإيطالي، وتقع على بعد حوالي 40 كيلومتر (25 ميل) إلى الشمال الشرقي من مدينة تورينو وحوالي 30 كيلومتر (19 ميل) إلى الغرب من فيرتشيلي. في 31 كانون الأول / ديسمبر 2004 كان عدد سكانها 2,629 نسمة، وتبلغ مساحتها 39.3 كيلومتر مربع (15.2 ميل2).
تقع بورغو داليه على حدود البلديات التالية: أليس كاستيلو، أزيجليو، بيانزيه، بورغوماسينو، كوسانو كانافيسي، ماجليون، مونكريفيلو، سيتيمو روتارو، ترونزانو، فيفرون.